# ۲۴۳۵ هرمهب
سیارک ۲۴۳۵ (به انگلیسی: 2435 Horemheb، نامگذاری:4578P-L) دو هزار و چهارصد و سی و پنجمین سیارک کشف شده‌است که در ۲۴ سپتامبر ۱۹۶۰ کشف شد.
قدر مطلق سیارک برابر ۱۴٫۹۰ است.